# كيني شميت
كيني شميت (بالألمانية: Kenny Schmidt) (و. 1987  م) هو لاعب كرة قدم، من ألمانيا، ولد في تشوباو، يلعب كمهاجم.

## روابط خارجية
- كيني شميت على موقع قاعدة بيانات كرة القدم.إي يو (الإنجليزية)
- كيني شميت على موقع بيانات كرة القدم. دي إي (الألمانية)
- كيني شميت على موقع عالم كرة القدم.نت (الإنجليزية)